# Seminary
Seminary är en ort i Covington County i delstaten Mississippi. Enligt 2020 års folkräkning hade Seminary 305 invånare.